# Hospital Edmundo Vasconcelos
O Hospital Edmundo Vasconcelos é um importante complexo hospitalar brasileiro, com serviços de internação e de medicina diagnóstica, centro cirúrgico, consultas médicas ambulatoriais e de pronto-socorro. Localiza-se próximo ao Parque Ibirapuera, na Vila Clementino, cidade de São Paulo.
A instituição foi criada em 27 de junho de 1949 com o nome de Gastroclínica, por concentrar o atendimento a pacientes com doenças do aparelho digestivo. Em 1991, mudou a denominação para Hospital Professor Edmundo Vasconcelos, como uma homenagem ao médico que a idealizou. Cirurgião, professor e pesquisador da Faculdade de Medicina da Universidade de São Paulo, Edmundo Vasconcelos (1905-1990) foi inovador em técnicas cirúrgicas.
Em 1969, outras especialidades e serviços médicos somaram-se às atividades da instituição, transformando-a em hospital geral. Ao completar 60 anos, mudou de nome para Complexo Hospitalar Edmundo Vasconcelos, e ao completar 70 anos, mudou novamente de nome para Hospital Edmundo Vasconcelos. Atualmente, a instituição conta com cerca de 780 médicos atuando em mais de 50 especialidades. Realiza a cada ano em torno de 12 mil cirurgias, 13 mil internações, 205 mil consultas em ambulatório, 140 mil atendimentos de pronto-socorro e 1,3 milhão de exames.